# 예천 용문사 중수용문사기비
예천 용문사 중수용문사기비(醴泉 龍門寺 重修龍門寺記碑)는 대한민국 경상북도 예천군 용문면 내지리, 용문사에 있는 고려시대의 비석이다. 2013년 1월 21일 경상북도의 유형문화재 제460호로 지정되었다.

## 문화재 지정사유
이 비는 고려 명종 14년(1184)에 이지명(1127∼1191)이 왕의 명을 받들어 기문을 짓고, 이듬해 성인선사 연의가 비문을 쓰고 입선 해석이 각자한 높이 195cm, 너비 93cm, 두께 10cm 크기의 중수용문사기비이다.
비문의 내용은 용문사의 위치 소개 및 사원의 형성계기가 된 두운선사의 복정 사실과 태조왕건의 지원 내용, 주지 조응의 용문사 중수 및 낙성 관련 내용, 대선사 조응에 관한 내용 등이다. 그리고 명종 18년(1188)에 추기된 음기는 조응의 제자를 사법제자와 집사제子로 구분하여 기록한 것이다.
이 비는 12세기 후반에 건립되었으며, 내용분석을 통해 고려중기 선종계의 동향을 파악할 수 있는 중요한 자료이므로 유형문화재 지정대상으로 선정한다.

## 참고 자료
- 예천 용문사 중수용문사기비 - 국가유산청 국가유산포털